# Karumba
Karumba – miasto w Australii, w stanie Queensland.